# Kralj Pesoglav
Kralj Pesoglav je  slovenska ljudska bajka. Objavljena je bila v knjigi  Jakoba Kelemine, Bajke in pripovedke slovenskega ljudstva z mitološkim uvodom, in sicer v zadnjem delu, kjer se nahajajo bajke in pripovedke z junaškimi snovmi. 

## Vsebina
Kralj Pesoglav je imel pasjo glavo, človeški trup in kozje noge. S svojo  vojsko je pridivjal v Podgorje (kraj pod Gorjanci)in tam pustošil. Nihče pa ni mogel njegovi vojski nasprotovati ali jim nadvladati. Nato pa je prišel nadenj neki sveti škof, ki ga je preklel in najn nagnal  vragove. Nato so Hrvati, Pesoglava ubili in mu uničili vojsko. Nato so ga z vojsko vred pokopali v podnožju  Velebita v devet in devetdeset sežnjev globoko jamo in jo obzidal z živim debelim zidom povrhu pa so zakopali še blagoslovljeno razpelo, da Pesoglav ne bi ušel iz  groba. Ker pa je preklet se ne more približati niti blagoslovljenemu razpelu niti  križu, ki je tam. 

## Interpretacija
Pripovedovalec: tretjeosebni ali avktorialni
Književni prostor:  slovensko in  hrvaško Podgorje
Književni čas: neznan
Književne osebe: pesoglav in njegova vojska, sveti škof
Motiv: motiv pesoglava, motiv škofa, motiv  krščanstva, motiv zakletosti, motiv vojskovanja, motiv smrti, motiv svetosti
Tema: pustošenje in uničenje nasprotnika